# Violinkonsert nr 1 (Bruch)
Violinkonsert nr 1 i g-moll, op. 26, av Max Bruch skrevs 1866 och är en av de mest populära violinkonserterna.

## Instrumentering
Konserten är komponerad för violin och symfoniorkester bestående av 2 tvärflöjter, 2 oboer, 2 klarinetter, 2 fagotter, 4 valthorn, 2 trumpeter, pukor och stråkar.

## Form
Konserten består av tre satser
1. Vorspiel: Allegro moderato
2. Adagio
3. Finale: Allegro energico